# Iglesia de Sant'Anna dei Bresciani
La iglesia de Sant'Anna dei Bresciani, anteriormente conocida como iglesia de Santi Faustino e Giovita, fue una iglesia de Roma, Italia, ubicada en el distrito de Ponte, al final de la via dei Bresciani, una calle lateral de la via Giulia. Fue demolida hacia 1888 durante las obras de apertura del Tíber Sangallo. Estaba dedicado a Santa Ana y, antes, a los mártires Faustino y Giovita, santos patrones de Brescia siendo la iglesia nacional de los brescianos en la ciudad.

## Historia

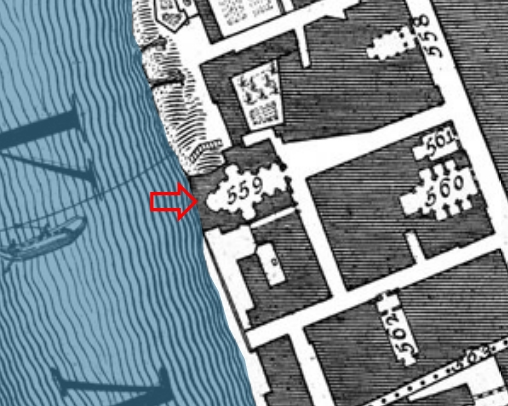
La iglesia (indicada con el número 559) en el mapa de Nolli.

Esta iglesia tiene su origen en los planes del Papa Julio II para su nueva Via Giulia. En el lado oeste de la calle, al norte de la actual Via del Gonfalone, quiso construir un enorme Palazzo dei Tribunali para reunir todos los tribunales judiciales de Roma, pero, lamentablemente, cuando murió, sus sucesores no continuaron el proyecto y las obras inacabadas de Bramante fueron abandonadas. Entre las ruinas del palacio se encontraban también las de una capilla inacabada, que durante años fue utilizada para representaciones teatrales.
Una hermandad de brescianos, la Società dei Bresciani, compró parte del terreno para construir una iglesia en 1575, así como un pequeño hospital para los peregrinos de su ciudad natal. La capilla inacabada fue transformada y el aspecto original de la iglesia, inspirado en las obras de Bramante, pretendía recordar un templo corintio renacentista.
Al principio estaba dedicada a los santos Faustino y Jovita, pero fue modificado por Carlo Fontana entre 1669 y 1709, y tras la renovación quedó dedicado a Sant'Anna. Fontana había diseñado otras iglesias que daban a la cercana Via Giulia. En 1798, durante la ocupación napoleónica, la iglesia fue despojada de muchos bienes preciosos y estuvo cerrada al culto hasta 1824, cuando fue reconsagrada por monseñor Faustino Zucchini. En 1849 la iglesia fue utilizada como cuartel por el ejército de la República Romana, por lo que fue cerrada nuevamente entre 1850 y 1860 para reparar los daños. Aunque la iglesia fue demolida tras la anexión de Roma al reino de Italia, el hospital todavía está presente, en el lado izquierdo de la carretera, en dirección a Via Giulia.

## Descripción

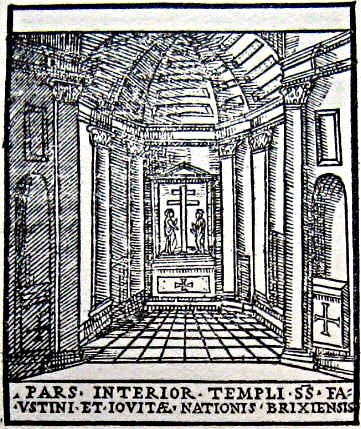
El interior de la iglesia en un grabado del (1588).

La iglesia tenía una sola nave, con dos capillas a cada lado y un crucero cuadrado rematado por una cúpula. A cada lado de la cruz había dos capillas laterales, lo que daba a la planta forma de cruz latina. El presbiterio se situaba en un ábside semicircular que discurría junto al río al otro lado de la muralla.
La fachada, que se conoce a través de fotografías antiguas y estudios de Fontana, tenía dos plantas y una única entrada. El primero era bastante sencillo, con cuatro pilastras dóricas de dos en dos que sustentaban un entablamento con la inscripción dedicatoria en el friso. Entre los pares estaba la entrada, que constaba de dos medias columnas jónicas sobre pedestales que sostenían un frontón triangular. El tímpano estaba decorado con dos palmas cruzadas, en alusión a los dos mártires de la advocación original.
El segundo fue más complejo. Tenía tres zonas de igual anchura y la central estaba sangría. A izquierda y derecha había un par de columnas corintias, cada una sobre pedestales, muy por encima del entablamento del primer piso, y dobladas en las esquinas. Sostenían un entablamento interrumpido por el hueco de la zona central y, encima de éste, se disponía un pequeño frontón triangular sin marco y que apenas se apoyaba en dos pilares interiores a cada lado. Los aleros tenían cinco varillas con forma de antorchas encendidas.
La zona central presentaba una gran ventana redonda, que partía del marco del entablamento del primer piso y de allí atravesaba el zócalo sobre el que se apoyaban los pilares del segundo. Había un par de estrechas medias columnas corintias flanqueando la ventana, que se elevaban hasta un par de pequeños pedestales que sostenían el arquitrabe al nivel de las bases de los capiteles de los pilares principales. Sobre este arquitrabe, que llegaba hasta el hastial del frontón, había un gran panel con marco curvo, un tondo, que estaba sostenido por un par de amorcilloss. Antes de su demolición sólo contenía la inscripción DEO SACRVM ("Sagrado para Dios"), pero inicialmente se pintó allí un fresco de Francesco Cozza con los mártires Faustino y Giovita.
En el interior, el retablo con los santos Faustino y Giovita en el altar mayor fue pintado por Francesco Cozza. El altar mayor fue construido por el cardenal Ludovico Calini a expensas de este último. El primer altar del lado derecho estaba dedicado a Santa Ana y el retablo fue pintado por el pintor bergamasco Francesco Coghetti, que sustituyó una obra de la escuela de Federico Barocci. El primer altar del lado izquierdo albergaba un crucifijo de madera del siglo XVI. Los otros dos altares estaban dedicados a San Antonio de Padua y San Nicolás, uno decorado con una Inmaculada Concepción de Luigi Gentile y el otro con un lienzo que representa el milagro de Jesús dando la vista a un ciego de nacimiento, atribuido a Girolamo Muziano.